# چکالووکا
چکالووکا (به ارمنی: Չկալովկա) یک شهر در ارمنستان است که در استان گغارکونیک واقع شده‌است.  در  کیلومتری شمال گاوار، مرکز استان گغارکونیک واقع شده است.

## خصوصیات
چکالووکا ۵۰۳ نفر جمعیت دارد و ۱٬۹۳۱ متر بالاتر از سطح دریا واقع شده‌است.  در  کیلومتری شمال گاوار، مرکز استان گغارکونیک واقع شده است.